# Ronald Lötzsch
Ronald Lötzsch (* 1. Oktober 1931; † 16. Juni 2018) war ein deutscher Sprachwissenschaftler, Lexikograf,  Hochschullehrer und Esperantist.

## Leben
Lötzsch wuchs in einem Dorf im Erzgebirge auf und erklärte später sein Interesse an der Sprachwissenschaft so:
„Schon in meiner Kindheit interessierte ich mich lebhaft für Sprachen. Die erste ‚Sprache‘, die ich beherrschte, war mein erzgebirgischer Dialekt, der sich wesentlich von der deutschen Literatursprache unterschied. Diese erlernte ich wirklich erst in der Schule. Ab der 5. Klasse lernte ich das Englische kennen. So erfuhr ich, dass verwandte Sprachen oder Dialekte einer Sprache hochinteressante Unterschiede aufweisen. Darüber wollte ich viel mehr wissen.“
Lötzsch begann 1951 ein Studium der Ethnografie an der Universität Leipzig, studierte dann aber von 1951 bis 1955 Russistik an der Universität Leningrad. Er besuchte dort auch Lehrveranstaltungen zu anderen slawischen Sprachen, zu Litauisch, Französisch und Sanskrit. In seiner Diplomarbeit beschäftigte er sich mit einem Problem der sorbischen Grammatik. Im Rahmen des Prozesses gegen die „Schröder-Lucht-Gruppe“ wurde er 1958 zu Zuchthaus wegen angeblicher Beihilfe zum Staatsverrat verurteilt. Durch die im September 1960 verkündete Amnestie musste er seine Strafe in der Haftanstalt Bautzen II nicht vollständig absitzen. Ab 1961 konnte er wieder in seinem Beruf als Sprachwissenschaftler am Institut für Slawistik der Deutschen Akademie der Wissenschaften zu Berlin arbeiten.
Im Jahr 1962 promovierte Ronald Lötzsch an der Humboldt-Universität zu Berlin mit der Arbeit Die spezifischen Neuerungen der sorbischen Dualflexion zum Dr. phil. Er war ab 1969 Mitarbeiter am Zentralinstitut für Sprachwissenschaft der Akademie der Wissenschaften der DDR bis zu deren Abwicklung 1991. Von 1993 bis 1995 hatte er den Lehrstuhl für Sorabistik der Universität Leipzig inne und war Direktor des dortigen Instituts für Sorabistik. Er veröffentlichte wissenschaftliche Arbeiten über fast alle Sprachen Ost- und Mitteleuropas, insbesondere über slawische Sprachen, das Jiddische, das Deutsche und Esperanto, über Dialektologie, Kontaktlinguistik, Lexikografie und Lexikologie, Interlinguistik, Geschichte der Sprachwissenschaft, Minderheiten- und Sprachpolitik sowie deutsche Rechtschreibung. Darüber hinaus ist Lötzsch Autor von Wörterbüchern.
Lötzsch wurde 1984 Stellvertretender Chefredakteur der Zeitschrift für Phonetik, Sprachwissenschaft und Kommunikationsforschung und arbeitete seit 1991 federführend im Herausgebergremium dieser Zeitschrift. Seit 1993 führt sie den Namen Sprachtypologie und Universalenforschung.
Auf Esperanto wurde Lötzsch 1948 durch einen Lehrer aufmerksam gemacht und lernte nach dem Lehrbuch von Siegfried Ziegler. Er unterrichtete dann andere Jugendliche, vermerkte aber in einem 1948/1949 in Esperanto verfassten Tagebuch, dass die FDJ den Esperanto-Kurs verboten habe, damit ein Russisch-Kurs stattfinden kann. All seine Esperanto-Bücher wurden bei der Verhaftung 1957 konfisziert.
Er engagierte sich ab Anfang der 1980er Jahre dann im Esperanto-Verband im Kulturbund der DDR (GDREA). Lötzsch war nach Viktor Falkenhahn und Georg Friedrich Meier von 1987 bis 1990 Vorsitzender der Fachgruppe Interlinguistik/Esperantologie im Kulturbund und ab 1991 Mitglied in der Gesellschaft für Interlinguistik (GIL).
Von 1989 bis 1991 war er der letzte GDREA-Präsident. Er bereitete den Zusammenschluss mit dem Deutschen Esperanto-Bund vor und unterzeichnete beim Deutschen Esperanto-Kongress 1991 in München gemeinsam mit dem DEB-Präsidenten Wolfgang Schwanzer den Vereinigungsvertrag. Danach war er 1991 stellvertretender Vorsitzender des DEB.
Lötzsch war seit 1987 in dritter Ehe mit Gesine Lötzsch verheiratet und Vater von vier Söhnen aus zwei Ehen. Aufgrund einer schweren Erkrankung wurde Ronald Lötzsch Ende März 2012 in die Notaufnahme eines Berliner Krankenhauses eingeliefert. Seine Frau legte am 10. April 2012 das Amt der Vorsitzenden der Partei Die Linke nieder, um nicht mehr so oft vom Wohnort Berlin abwesend zu sein. Ronald Lötzsch starb am 16. Juni 2018 im Alter von 86 Jahren.

## Mitarbeiter der DDR-Staatssicherheit
Ab 1962 bis Mitte der 1980er Jahre war Lötzsch als Inoffizieller Mitarbeiter mit dem Decknamen „Heinz“ für das Ministerium für Staatssicherheit (MfS) tätig. Dies ergibt sich aus einer der Stasi-Unterlagen-Behörde über ihn vorliegenden Akte des MfS, die 457 Seiten umfasst, mehr als 100 Treffen dokumentiert und unter anderem 19 von ihm verfasste handschriftliche Berichte aufweist. Die Akte enthält auch die handschriftliche Verpflichtungserklärung vom 29. März 1962. Darin heißt es: „Ich werde alle erhaltenen Aufträge gewissenhaft ausführen und ehrlich gegenüber dem MfS berichten. Über die Zusammenarbeit werde ich mit keiner Person auch nicht andeutungsweise sprechen.“ Sein Führungsoffizier beim MfS beurteilte ihn so: „Er erledigt seine Aufträge gewissenhaft, mit Eigeninitiative und zuverlässig. Er wird im Wesentlichen zur Bearbeitung von Sprachwissenschaftlern eingesetzt.“ Bei seiner Anwerbung als Stasi-Spitzel wurde nach Aktenlage kein Druck ausgeübt. Zwei Jahre nach der Stasi-Anwerbung wurde seine Strafe 1964 getilgt.

## Publikationen
- Einheit und Gliederung des Sorbischen. Akademie-Verlag, Berlin 1965.
- Jiddisches Wörterbuch. Bibliographisches Institut, Leipzig 1990; Mannheim 1992 (Duden Taschenbücher, Bd. 24), ISBN 978-3-411-06241-6; Berlin 2018, ISBN 978-3-411-06243-0.
- Langenscheidts Großwörterbuch Deutsch–Russisch. 2 Bände. Langenscheidt, München 1997, ISBN 978-3-468-02295-1.